# Gare de Brignais
La gare de Brignais est une gare ferroviaire française située sur la commune de Brignais, dans le département du Rhône, en Auvergne-Rhône-Alpes.
Brignais est une gare de la Société nationale des chemins de fer français (SNCF). Elle est depuis 2012 le terminus du tram-train de l'Ouest lyonnais qui la relie à la gare de Lyon-Saint-Paul.

## Situation ferroviaire
Établie à 209 mètres d'altitude, la gare de Brignais est située au point kilométrique (PK) 125,262 de la ligne de Paray-le-Monial à Givors-Canal, entre la gare de Chaponost et l'ancienne gare, fermée, de Vourles-Charly.
La voie ferrée est toujours présente, mais elle est fermée à la sortie de la gare, Brignais est devenue le terminus du trafic voyageurs de la ligne.

## Histoire

### Début duXXesiècle(1910-1931)
La déclaration publique et l'attribution de la concession, à la Compagnie des chemins de fer de Paris à Lyon et à la Méditerranée (PLM), d'une ligne de chemin de fer Lozanne à Givors-Canal ont lieu en 1898. La section de Tassin à Givors-Canal, sur laquelle se situe la gare, est mise en service le premier juin 1910. La compagnie, prévoyant un important trafic marchandises, a fait construire une ligne à double voie prévue pour le passage de trains lourds.
En 1924, il est expédié 1 433 tonnes de fruits.
Le 31 décembre 1931, le trafic voyageurs n'étant pas suffisant il est supprimé par la fermeture de la section de Tassin à Givors-Canal.

### Fin duXXeet début duXXIesiècle(depuis 1991)
La fermeture n'est pas définitive, la gare de Brignais reprend du service 60 ans plus tard avec la réouverture, le 2 septembre 1991, au trafic voyageurs de la section Tassin - Brignais.
Pour permettre l'arrivée du tram-train, d'importants travaux d'infrastructure ont lieu à partir de 2009 : renouvellement de la voie (rail, ballast, traverses) pour un meilleur confort des voyageurs ; réaménagement des quais qui sont revus en longueur, largeur et hauteur afin de garantir une accessibilité de plain-pied, notamment aux personnes à mobilité réduite ; sur les quais, installation d'affichages lumineux et des annonces sonores vous informent en temps réel de l’état de la circulation ; création de voie piétonne, protégée en direction du passage à niveau (PN 99) ; et installation de consigne à vélos. En 2011, mise en service du raccordement de Tassin pour gagner dix minutes de temps de parcours entre Brignais et Lyon-Saint-Paul, doublement de la voie de la gare de Brignais jusqu'à la sortie de la ville sur 2 km, et création d'une voie d'évitement à Francheville. En 2012, la section entre Tassin et Brignais est électrifiée et équipée d'une signalisation adaptée. Depuis décembre 2012, les services Lyon-Saint-Paul - Brignais se font sans correspondance grâce à la construction d'un shunt évitant la gare de Tassin.
Le 8 décembre 2012, la branche du tram-train de l'Ouest lyonnais desservant Brignais est mise en service.
Il est prévu d'augmenter la fréquence à quatre trains par heure.
Un prolongement de la ligne vers Givors est régulièrement évoqué.

## Fréquentation
Selon les estimations de la SNCF, la fréquentation annuelle de la gare s'élève aux nombres indiqués dans le tableau ci-dessous.
| Année                      | 2015    | 2016    | 2017    | 2018    | 2019    | 2020    | 2021    | 2022    | 2023    |
| -------------------------- | ------- | ------- | ------- | ------- | ------- | ------- | ------- | ------- | ------- |
| Voyageurs                  | 204 936 | 238 108 | 272 465 | 274 629 | 317 178 | 199 126 | 241 660 | 315 105 | 305 259 |
| Voyageurs et non voyageurs | 256 171 | 297 636 | 340 581 | 343 286 | 396 473 | 248 907 | 302 076 | 393 881 | 381 574 |

Pour des raisons techniques, il est temporairement impossible d'afficher le graphique qui aurait dû être présenté ici.

## Service des voyageurs

### Accueil
Il s'agit d'une gare de la SNCF, disposant d'un bâtiment voyageurs avec guichet, ouvert du lundi au vendredi, mais fermé les samedis et dimanches ainsi que les jours fériés. Elle est équipée d'automates pour l'achat et la validation des titres de transport.
La gare est également équipée de toilettes publiques, situées en face du dépose-minute, avenue de la Gare. Elle est pourvue de bancs ainsi que d'un préau pour s'abriter des intempéries.

### Desserte

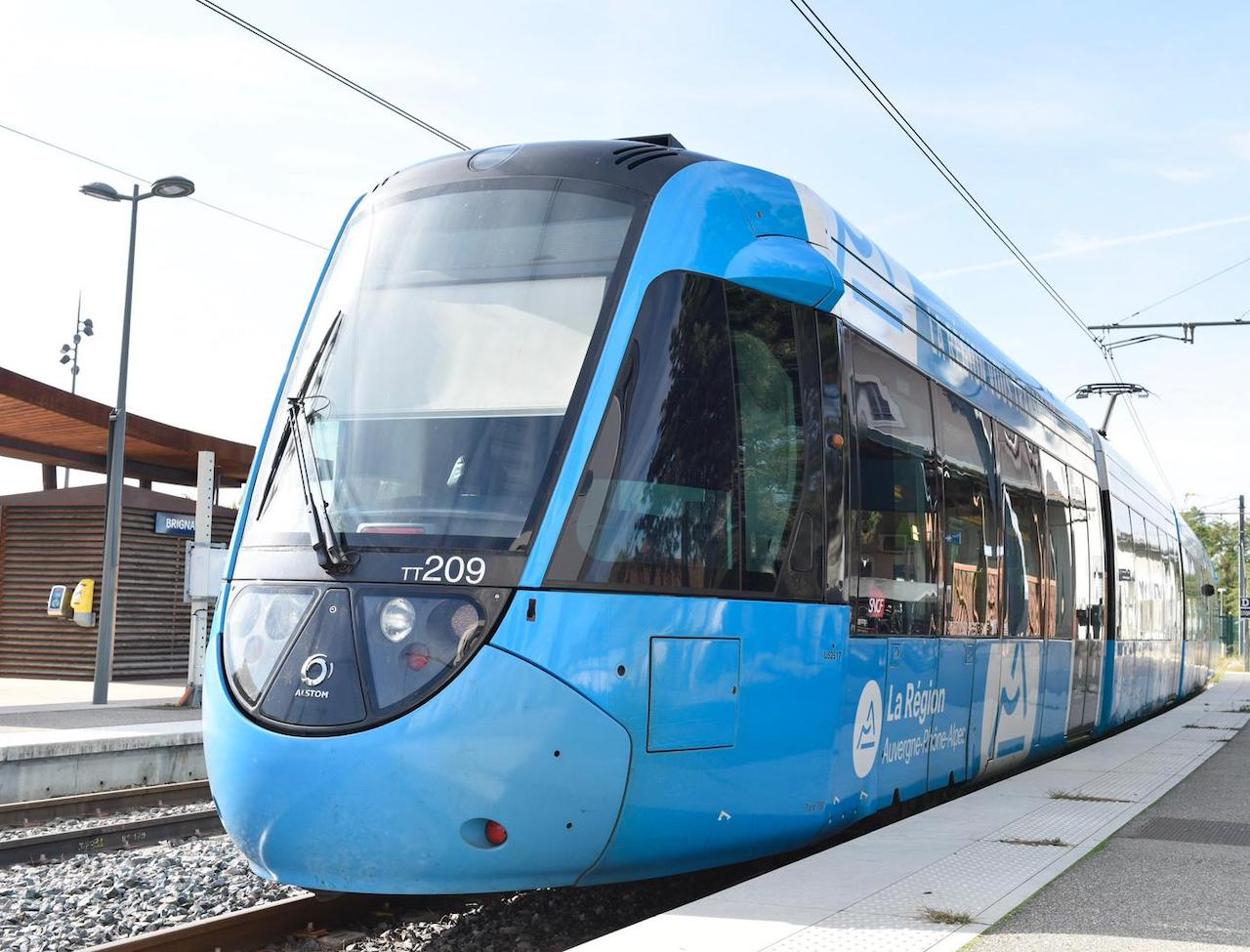
Les trams-trains Auvergne Rhône-Alpes en service.

Brignais est le terminus de la ligne 21 qui est une des trois branches de la desserte de l'ouest lyonnais, desservie par le tram-train de l'Ouest lyonnais.

### Intermodalité
La gare est desservie par six lignes de transport en commun (deux lignes de bus et quatre lignes de cars).
Le réseau urbain TCL la dessert avec les lignes C10 et 12. De plus, l'arrêt Brignais - Gare est desservi par le service de transport à la demande urbain appelé « TCL à la demande », pour rejoindre les communes de Vourles, Irigny, Charly, Vernaison et Millery.
Le réseau interurbain Les cars du Rhône la dessert avec les lignes 114, 119 et 145, ainsi que la ligne 120 (à l'arrêt Briscope, situé à 300 m de la gare).
La gare est pourvue d'un parc pour les vélos ainsi que deux parkings ; l'un est situé devant l'entrée de la gare, avenue de la Gare, et l'autre, bien plus vaste, situé de l'autre côté des voies, chemin de la Fonderie. Elle dispose également d'un dépose-minute équipé de quelques places, côté avenue de la Gare, dont le stationnement contrôlé par disque ne peut excéder 1 h 30.